# Copa del Mundo de Esquí Acrobático de 2019-20
La Copa del Mundo de Esquí Acrobático de 2019-20 comenzó el 7 de septiembre de 2019 en y finaliza el 21 de marzo de 2020. Está organizada por la Federación Internacional de Esquí y consta de seis disciplinas: saltos aéreos, baches, medio-tubo, campo a través, slopestyle y big air. 

## Hombres

### Resultados

#### Ski Cross
| Num.                                             | Temp.                                            | Fecha                                            | Lugar                                            | Evento                                           | Ganador          | Segundo                   | Tercero        |
| ------------------------------------------------ | ------------------------------------------------ | ------------------------------------------------ | ------------------------------------------------ | ------------------------------------------------ | ---------------- | ------------------------- | -------------- |
| 157                                              | 1                                                | 6 de diciembre de 2019                           | Val Thorens                                      | SX                                               | Kevin Drury      | Youri Duplessis Kergomard | Ryan Regez     |
| 158                                              | 2                                                | 7 de diciembre de 2019                           | Val Thorens                                      | SX                                               | Kristofor Mahler | Bastien Midol             | Joos Berry     |
| 159                                              | 3                                                | 14 de diciembre de 2019                          | Montafon                                         | SX                                               | Ryan Regez       | Kristofor Mahler          | Brady Leman    |
| 160                                              | 4                                                | 17 de diciembre de 2019                          | Arosa                                            | SX                                               | Kevin Drury      | Viktor Andersson          | Alex Fiva      |
| 161                                              | 5                                                | 21 de diciembre de 2019                          | Innichen                                         | SX                                               | Kevin Drury      | Florian Wilmsmann         | Jonathan Midol |
| 162                                              | 6                                                | 22 de diciembre de 2019                          | Innichen                                         | SX                                               | Joos Berry       | Bastien Midol             | Jonas Lenherr  |
| 4º Tour de los Alpes (5–22 de diciembre de 2019) | 4º Tour de los Alpes (5–22 de diciembre de 2019) | 4º Tour de los Alpes (5–22 de diciembre de 2019) | 4º Tour de los Alpes (5–22 de diciembre de 2019) | 4º Tour de los Alpes (5–22 de diciembre de 2019) | Kevin Drury      | Kristofor Mahler          | Bastien Midol  |
| 163                                              | 7                                                | 18 de enero de 2020                              | Nakiska                                          | SX                                               |                  |                           |                |
| 164                                              | 8                                                | 25 de enero de 2020                              | Idre                                             | SX                                               |                  |                           |                |
| 165                                              | 9                                                | 26 de enero de 2020                              | Idre                                             | SX                                               |                  |                           |                |
| 166                                              | 10                                               | 1 de febrero de 2020                             | Megève                                           | SX                                               |                  |                           |                |
| 167                                              | 11                                               | 8 de febrero de 2020                             | Feldberg                                         | SX                                               |                  |                           |                |
| 168                                              | 12                                               | 9 de febrero de 2020                             | Feldberg                                         | SX                                               |                  |                           |                |
| 169                                              | 13                                               | 23 de febrero de 2020                            | Sunny Valley                                     | SX                                               |                  |                           |                |
| 170                                              | 14                                               | 14 de marzo de 2020                              | Veysonnaz                                        | SX                                               |                  |                           |                |

#### Moguls
| Num. | Temp. | Fecha                   | Lugar          | Evento | Ganador          | Segundo          | Tercero         |
| ---- | ----- | ----------------------- | -------------- | ------ | ---------------- | ---------------- | --------------- |
| 340  | 1     | 7 de diciembre de 2019  | Ruka           | MO     | Mikaël Kingsbury | Ikuma Horishima  | Walter Wallberg |
| 341  | 2     | 14 de diciembre de 2019 | Thaiwoo        | MO     | Ikuma Horishima  | Mikaël Kingsbury | Benjamin Cavet  |
| 342  | 3     | 25 de enero de 2020     | Mont-Tremblant | MO     |                  |                  |                 |
| 343  | 4     | 1 de febrero de 2020    | Calgary        | MO     |                  |                  |                 |
| 344  | 5     | 6 de febrero de 2020    | Deer Valley    | MO     |                  |                  |                 |
| 345  | 6     | 22 de febrero de 2020   | Tazawako       | MO     |                  |                  |                 |
| 346  | 7     | 14 de marzo de 2020     | Idre           | MO     |                  |                  |                 |

#### Dual Moguls
| Num. | Temp. | Fecha                   | Lugar       | Evento | Ganador          | Segundo        | Tercero         |
| ---- | ----- | ----------------------- | ----------- | ------ | ---------------- | -------------- | --------------- |
| 71   | 1     | 15 de diciembre de 2019 | Thaiwoo     | DM     | Mikaël Kingsbury | Benjamin Cavet | Ikuma Horishima |
| 72   | 2     | 8 de febrero de 2020    | Deer Valley | DM     |                  |                |                 |
| 73   | 3     | 23 de febrero de 2020   | Tazawako    | DM     |                  |                |                 |
| 74   | 4     | 1 de marzo de 2020      | Shymbulak   | DM     |                  |                |                 |
| 75   | 5     | 7 de marzo de 2020      | Krasnoyarsk | DM     |                  |                |                 |
| 76   | 6     | 15 de marzo de 2020     | Idre        | DM     |                  |                |                 |

#### Aerials
| Num. | Temp. | Fecha                   | Lugar                 | Evento | Ganador    | Segundo      | Tercero      |
| ---- | ----- | ----------------------- | --------------------- | ------ | ---------- | ------------ | ------------ |
| 336  | 1     | 21 de diciembre de 2019 | Shimao Lotus Mountain | AE     | Qi Guangpu | Jia Zongyang | Noé Roth     |
| 337  | 2     | 22 de diciembre de 2019 | Shimao Lotus Mountain | AE     | Qi Guangpu | Maxim Burov  | Jia Zongyang |
| 338  | 3     | 7 de febrero de 2020    | Deer Valley           | AE     |            |              |              |
| 339  | 4     | 15 de febrero de 2020   | Moscú                 | AE     |            |              |              |
| 340  | 5     | 22 de febrero de 2020   | Minsk                 | AE     |            |              |              |
| 341  | 6     | 28 de febrero de 2020   | Shymbulak             | AE     |            |              |              |
| 342  | 7     | 8 de marzo de 2020      | Krasnoyarsk           | AE     |            |              |              |

#### Halfpipe
| Num. | Temp. | Fecha                   | Lugar           | Evento | Ganador      | Segundo      | Tercero       |
| ---- | ----- | ----------------------- | --------------- | ------ | ------------ | ------------ | ------------- |
| 48   | 1     | 7 de septiembre de 2019 | Cardrona        | HP     | Birk Irving  | Noah Bowman  | Aaron Blunck  |
| 49   | 2     | 13 de diciembre de 2019 | Copper Mountain | HP     | Aaron Blunck | David Wise   | Noah Bowman   |
| 50   | 3     | 20 de diciembre de 2019 | Secret Garden   | HP     | Noah Bowman  | Aaron Blunck | Lyman Currier |
| 51   | 4     | 30 de enero de 2020     | Mammoth         | HP     |              |              |               |
| 52   | 5     | 14 de febrero de 2020   | Calgary         | HP     |              |              |               |

#### Slopestyle
| Num. | Temp. | Fecha                 | Lugar      | Evento | Ganador          | Segundo       | Tercero       |
| ---- | ----- | --------------------- | ---------- | ------ | ---------------- | ------------- | ------------- |
| 35   | 1     | 11 de enero de 2020   | Font Romeu | SS     | Mark Hendrickson | Jesper Tjäder | Cody Laplante |
| 36   | 2     | 18 de enero de 2020   | Seiser Alm | SS     |                  |               |               |
| 37   | 3     | 1 de febrero de 2020  | Mammoth    | SS     |                  |               |               |
| 38   | 4     | 15 de febrero de 2020 | Calgary    | SS     |                  |               |               |
| 39   | 5     | 21 de marzo de 2020   | Silvaplana | SS     |                  |               |               |

#### Big Air
| Num. | Temp. | Fecha                   | Lugar   | Evento | Ganador        | Segundo          | Tercero        |
| ---- | ----- | ----------------------- | ------- | ------ | -------------- | ---------------- | -------------- |
| 14   | 1     | 3 de noviembre de 2019  | Módena  | BA     | Alexander Hall | Birk Ruud        | Andri Ragettli |
| 15   | 2     | 14 de diciembre de 2019 | Pekín   | BA     | Birk Ruud      | Teal Harle       | Jesper Tjäder  |
| 16   | 3     | 21 de diciembre de 2019 | Atlanta | BA     | Alexander Hall | Antoine Adelisse | Teal Harle     |
| 17   | 4     | 29 de febrero de 2020   | Destne  | BA     |                |                  |                |

### Clasificación general
(Actalizada tras la prueba del 11 de enero)
| Rank | after 18 of 48 races | Points |
| ---- | -------------------- | ------ |
| 1    | Kevin Drury          | 66.00  |
| 2    | Mikaël Kingsbury     | 56.00  |
| 3    | Kristofor Mahler     | 50.33  |
| 4    | Ikuma Horishima      | 48.00  |
| 5    | Aaron Blunck         | 48.00  |

## Mujeres

### Resultados

#### Ski Cross
| Num.                                             | Temp.                                            | Fecha                                            | Lugar                                            | Evento                                           | Ganadora                 | Segunda           | Tercera           |
| ------------------------------------------------ | ------------------------------------------------ | ------------------------------------------------ | ------------------------------------------------ | ------------------------------------------------ | ------------------------ | ----------------- | ----------------- |
| 157                                              | 1                                                | 6 de diciembre de 2019                           | Val Thorens                                      | SX                                               | Sandra Näslund           | Courtney Hoffos   | India Sherret     |
| 158                                              | 2                                                | 7 de diciembre de 2019                           | Val Thorens                                      | SX                                               | Fanny Smith              | Sandra Näslund    | Courtney Hoffos   |
| 159                                              | 3                                                | 14 de diciembre de 2019                          | Montafon                                         | SX                                               | Marielle Thompson        | Sandra Näslund    | Courtney Hoffos   |
| 160                                              | 4                                                | 17 de diciembre de 2019                          | Arosa                                            | SX                                               | Marielle Thompson        | Fanny Smith       | Sandra Näslund    |
| 161                                              | 5                                                | 21 de diciembre de 2019                          | Innichen                                         | SX                                               | Marielle Berger Sabbatel | Sandra Näslund    | Brittany Phelan   |
| 162                                              | 6                                                | 22 de diciembre de 2019                          | Innichen                                         | SX                                               | Fanny Smith              | Marielle Thompson | Daniela Maier     |
| 4º Tour de los Alpes (5–22 de diciembre de 2019) | 4º Tour de los Alpes (5–22 de diciembre de 2019) | 4º Tour de los Alpes (5–22 de diciembre de 2019) | 4º Tour de los Alpes (5–22 de diciembre de 2019) | 4º Tour de los Alpes (5–22 de diciembre de 2019) | Sandra Näslund           | Fanny Smith       | Marielle Thompson |
| 163                                              | 7                                                | 18 de enero de 2020                              | Nakiska                                          | SX                                               |                          |                   |                   |
| 164                                              | 8                                                | 25 de enero de 2020                              | Idre                                             | SX                                               |                          |                   |                   |
| 165                                              | 9                                                | 26 de enero de 2020                              | Idre                                             | SX                                               |                          |                   |                   |
| 166                                              | 10                                               | 1 de febrero de 2020                             | Megève                                           | SX                                               |                          |                   |                   |
| 167                                              | 11                                               | 8 de febrero de 2020                             | Feldberg                                         | SX                                               |                          |                   |                   |
| 168                                              | 12                                               | 9 de febrero de 2020                             | Feldberg                                         | SX                                               |                          |                   |                   |
| 169                                              | 13                                               | 23 de febrero de 2020                            | Sunny Valley                                     | SX                                               |                          |                   |                   |
| 170                                              | 14                                               | 14 de marzo de 2020                              | Veysonnaz                                        | SX                                               |                          |                   |                   |

#### Moguls
| Num. | Temp. | Fecha                   | Lugar          | Evento | Ganadora        | Segunda         | Tercera                 |
| ---- | ----- | ----------------------- | -------------- | ------ | --------------- | --------------- | ----------------------- |
| 340  | 1     | 7 de diciembre de 2019  | Ruka           | MO     | Perrine Laffont | Anri Kawamura   | Britteny Cox            |
| 341  | 2     | 14 de diciembre de 2019 | Thaiwoo        | MO     | Perrine Laffont | Yulia Galysheva | Justine Dufour-Lapointe |
| 342  | 3     | 25 de enero de 2020     | Mont-Tremblant | MO     |                 |                 |                         |
| 343  | 4     | 1 de febrero de 2020    | Calgary        | MO     |                 |                 |                         |
| 344  | 5     | 6 de febrero de 2020    | Deer Valley    | MO     |                 |                 |                         |
| 345  | 6     | 22 de febrero de 2020   | Tazawako       | MO     |                 |                 |                         |
| 346  | 7     | 14 de marzo de 2020     | Idre           | MO     |                 |                 |                         |

#### Dual Moguls
| Num. | Temp. | Fecha                   | Lugar       | Evento | Ganadora        | Segunda     | Tercera     |
| ---- | ----- | ----------------------- | ----------- | ------ | --------------- | ----------- | ----------- |
| 71   | 1     | 15 de diciembre de 2019 | Thaiwoo     | DM     | Perrine Laffont | Jaelin Kauf | Hannah Soar |
| 72   | 2     | 8 de febrero de 2020    | Deer Valley | DM     |                 |             |             |
| 73   | 3     | 23 de febrero de 2020   | Tazawako    | DM     |                 |             |             |
| 74   | 4     | 1 de marzo de 2020      | Shymbulak   | DM     |                 |             |             |
| 75   | 5     | 7 de marzo de 2020      | Krasnoyarsk | DM     |                 |             |             |
| 76   | 6     | 15 de marzo de 2020     | Idre        | DM     |                 |             |             |

#### Aerials
| Num. | Temp. | Fecha                   | Lugar                 | Evento | Ganadora   | Segunda                  | Tercera    |
| ---- | ----- | ----------------------- | --------------------- | ------ | ---------- | ------------------------ | ---------- |
| 336  | 1     | 21 de diciembre de 2019 | Shimao Lotus Mountain | AE     | Xu Mengtao | Aliaksandra Ramanouskaya | Laura Peel |
| 337  | 2     | 22 de diciembre de 2019 | Shimao Lotus Mountain | AE     | Xu Mengtao | Aliaksandra Ramanouskaya | Kong Fanyu |
| 338  | 3     | 7 de febrero de 2020    | Deer Valley           | AE     |            |                          |            |
| 339  | 4     | 15 de febrero de 2020   | Moscú                 | AE     |            |                          |            |
| 340  | 5     | 22 de febrero de 2020   | Minsk                 | AE     |            |                          |            |
| 341  | 6     | 28 de febrero de 2020   | Shymbulak             | AE     |            |                          |            |
| 342  | 7     | 8 de marzo de 2020      | Krasnoyarsk           | AE     |            |                          |            |

#### Halfpipe
| Num. | Temp. | Fecha                   | Lugar           | Evento | Ganadora          | Segunda         | Tercera           |
| ---- | ----- | ----------------------- | --------------- | ------ | ----------------- | --------------- | ----------------- |
| 48   | 1     | 7 de septiembre de 2019 | Cardrona        | HP     | Zhang Kexin       | Eileen Gu       | Valeriya Demidova |
| 49   | 2     | 13 de diciembre de 2019 | Copper Mountain | HP     | Zoe Atkin         | Brita Sigourney | Rachael Karker    |
| 50   | 3     | 20 de diciembre de 2019 | Secret Garden   | HP     | Valeriya Demidova | Rachael Karker  | Fanghui Li        |
| 51   | 4     | 30 de enero de 2020     | Mammoth         | HP     |                   |                 |                   |
| 52   | 5     | 14 de febrero de 2020   | Calgary         | HP     |                   |                 |                   |

#### Slopestyle
| Num. | Temp. | Fecha                 | Lugar      | Evento | Ganadora    | Segunda      | Tercera       |
| ---- | ----- | --------------------- | ---------- | ------ | ----------- | ------------ | ------------- |
| 35   | 1     | 11 de enero de 2020   | Font Romeu | SS     | Tess Ledeux | Giulia Tanno | Sarah Höfflin |
| 36   | 2     | 18 de enero de 2020   | Seiser Alm | SS     |             |              |               |
| 37   | 3     | 1 de febrero de 2020  | Mammoth    | SS     |             |              |               |
| 38   | 4     | 15 de febrero de 2020 | Calgary    | SS     |             |              |               |
| 39   | 5     | 21 de marzo de 2020   | Silvaplana | SS     |             |              |               |

#### Big Air
| Num. | Temp. | Fecha                   | Lugar   | Evento | Ganadora         | Segunda      | Tercera         |
| ---- | ----- | ----------------------- | ------- | ------ | ---------------- | ------------ | --------------- |
| 14   | 1     | 3 de noviembre de 2019  | Módena  | BA     | Mathilde Gremaud | Giulia Tanno | Dara Howell     |
| 15   | 2     | 14 de diciembre de 2019 | Pekín   | BA     | Johanne Killi    | Giulia Tanno | Silvia Bertagna |
| 16   | 3     | 21 de diciembre de 2019 | Atlanta | BA     | Mathilde Gremaud | Giulia Tanno | Isabel Atkin    |
| 17   | 4     | 28 de febrero de 2020   | Destne  | BA     |                  |              |                 |

### Clasificación general
(Actualizada tras la prueba del 11 de enero)
| Rank | after 18 of 48 races | Points |
| ---- | -------------------- | ------ |
| 1    | Sandra Näslund       | 75.00  |
| 2    | Fanny Smith          | 68.50  |
| 3    | Marielle Thompson    | 67.33  |
| 4    | Perrine Laffont      | 60.00  |
| 5    | Giulia Tanno         | 48.00  |